# Hans Leonhard Hammerbacher
Hans Leonhard Hammerbacher (* 11. Mai 1893 in Nürnberg; † 17. Juli 1964 in Kronberg im Taunus) war von 1954 bis 1956 Präsident des Deutschen Industrie- und Handelskammertages (DIHK).

## Leben
Hammerbacher machte 1912 Abitur in Würzburg und studierte anschließend Rechtswissenschaften und Volkswirtschaft in Würzburg und München. Nach seiner Promotion 1918 arbeitete er als Geschäftsführer der Buchdruckerei Robert Stich in Nürnberg und als Vorstandsmitglied der Dr. Eysler Verlagsgesellschaft bzw. als Geschäftsführer des Vogue-Verlages in Berlin. 1934 wechselte er schließlich nach Mannheim, wo er in der Brown, Boweri & Cie. AG (BBC) zunächst als Vorstandsmitglied, 1945–1958 dann als Vorstandsvorsitzender arbeitete. In dieser Position sowie als Präsident der Industrie- und Handelskammer Mannheim hatte er entscheidenden Anteil am Wiederaufbau der Industrie im Rhein-Neckar-Raum nach dem Zweiten Weltkrieg, nicht zuletzt auch durch seine frühe Kontaktaufnahme mit der amerikanischen Besatzungsmacht. Von 1954 bis 1956 war Hammerbacher Präsident des Deutschen Industrie- und Handelstages. In seiner Ära entstand der IHK Neubau in Mannheim L1. Die IHK ernannte ihn zum Ehrenpräsidenten, der DIHT zum Ehrenmitglied des Vorstandes.

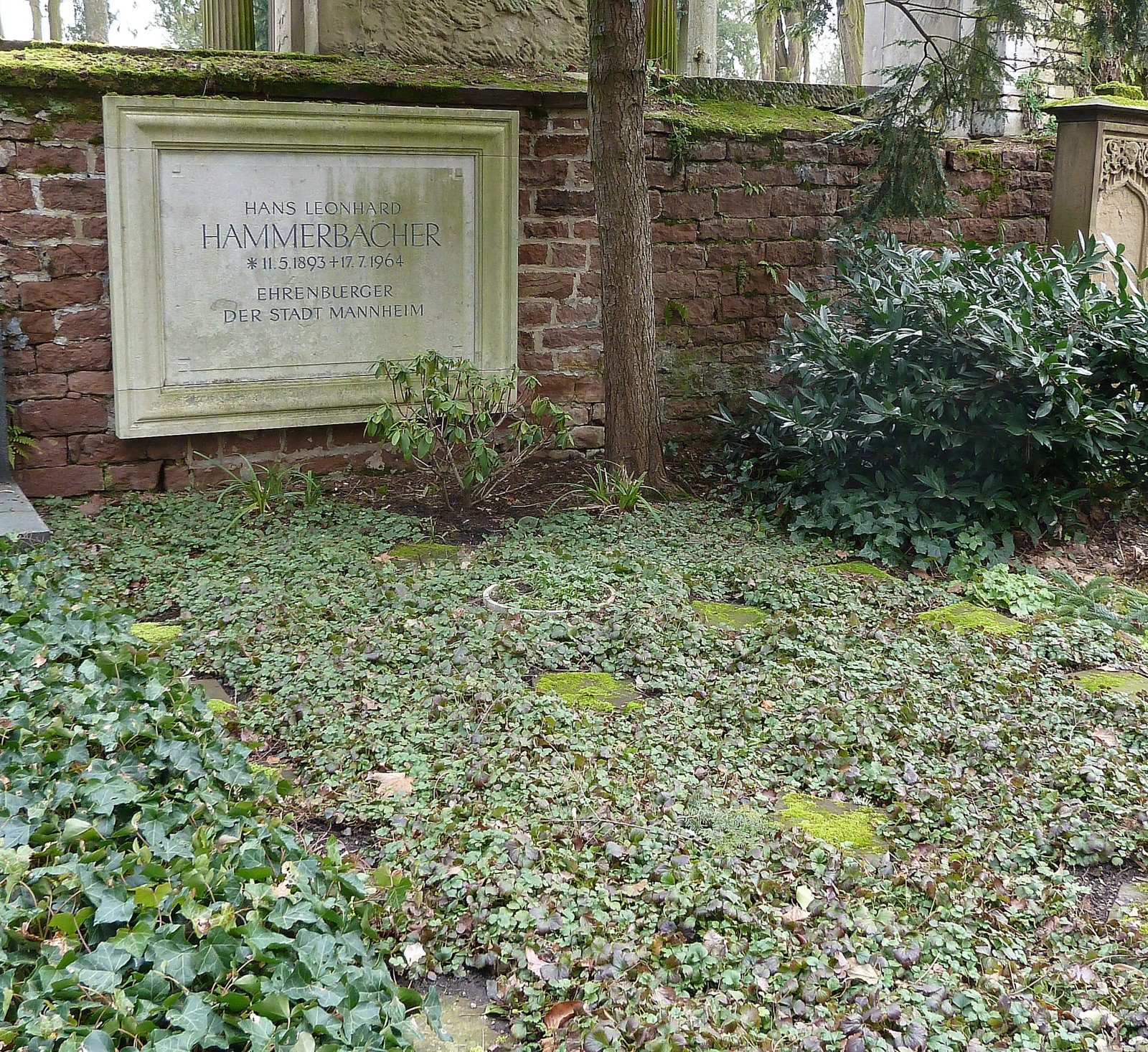
Hammerbachers Grab in Mannheim

Verheiratet war er mit Cornelia Aisinmann, die am Ruhesitz Kronberg starb und dort beerdigt wurde. Sein Grab auf dem Mannheimer Hauptfriedhof ist ein großflächiges Epitaph mit breitem Rahmen, bestehend aus Muschelkalk mit Ammoniteneinschlüssen.

## Ehrungen
Hammerbacher wurde 1953 an seinem 60. Geburtstag mit dem Großen Bundesverdienstkreuz, der Schiller-Plakette der Stadt Mannheim und den Ehrensenatorwürden der Wirtschaftshochschule Mannheim und der Universität Heidelberg ausgezeichnet. Am 24. Januar 1957 verlieh die Stadt Mannheim Hammerbacher die Ehrenbürgerwürde, da er an verantwortungsvoller Stelle am Wiederaufbau der Stadt Mannheim und ihrer Wirtschaft entscheidend gewirkt hat. 1958 wurde er Ehrendoktor der Wirtschaftshochschule Mannheim und bekam das Große Verdienstkreuz mit Stern verliehen.